# Theater an der Veveří-Straße

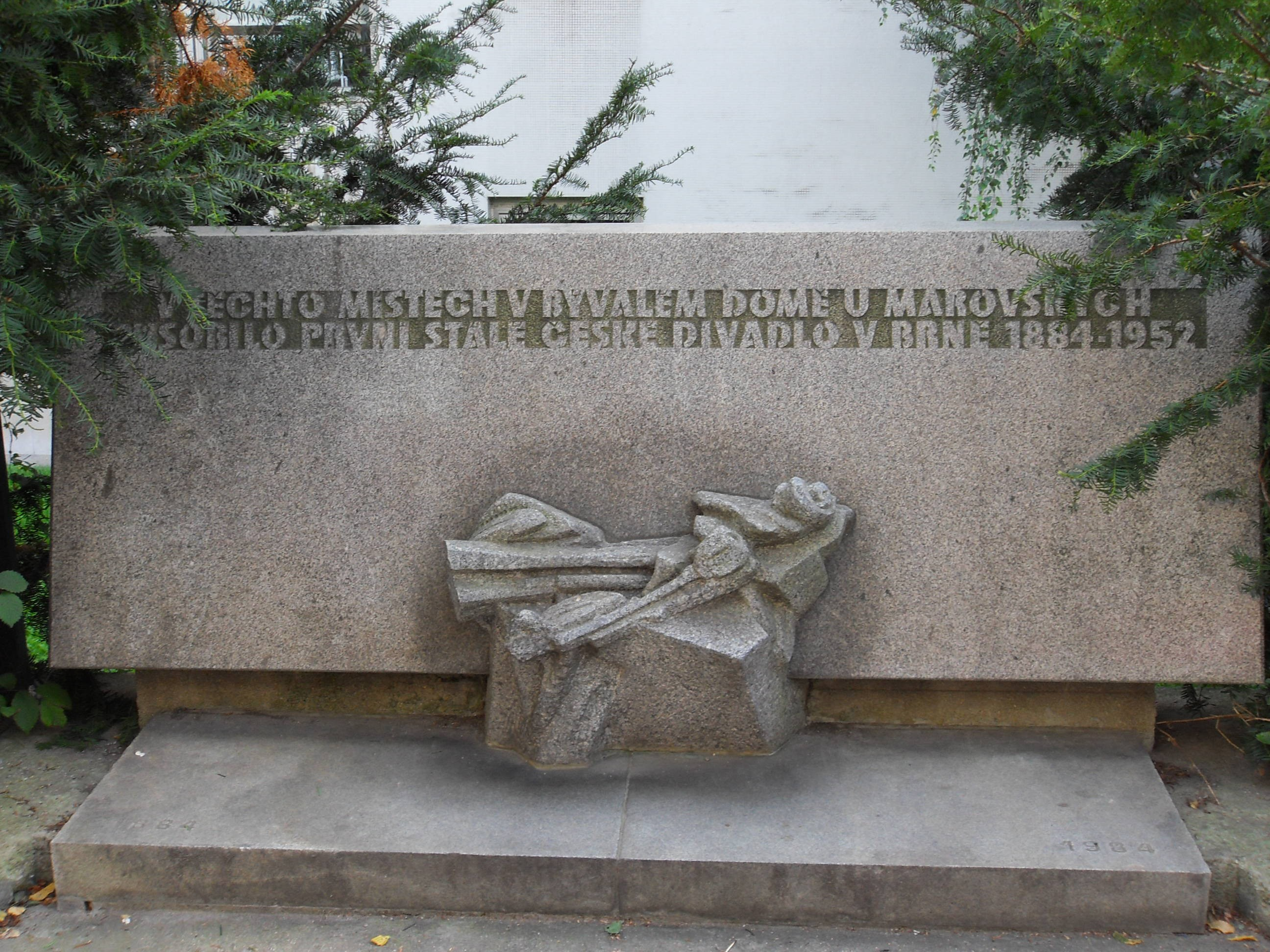
Gedenktafel (1984) für das Brünner Nationaltheater an der Veveří-Straße

Das Veveří-Theater (tschechisch: Divadlo na Veveří – Národní divadlo Brno) war das Brünner Tschechische Nationaltheater, bevor diese Funktion auf das Mahen-Theater und andere Häuser, wie das Janáček-Theater (Janáčkovo divadlo), überging.

## Geschichte
1883 erwarb eine tschechische Kooperative das sogenannte Orfeum-Gebäude an der Veveří-Straße 15 (von 1867 bis 1915 Eichhorngasse). Dem Architekten Eduard Svoboda wurde der Umbau zu einem funktionstüchtigen Theater anvertraut.
Im Jahr 1894 wurde das Theater wesentlichen Änderungen unterzogen. Durch den Architekten Bedřich Münzberger wurde der Zuschauerraum mit einer neuen Galerie sowie Balkon errichtet; das ganze Auditorium wurde neu lackiert und das Bühnenportal mit einer gemalten Draperie geschmückt.
Das Gebäude wurde kleineren Änderungen und Anpassungen zeit seines Bestehens unterzogen. 1915 kam ein Erweiterungsbau hinzu. Eine zufriedenstellende Lösung entstand mit einem Anbau in den 1920er und 1930er Jahren. Schrittweise fand eine Elektrifizierung und Erneuerung des Heizsystems statt. 
Die Bühne, ein Entwurf von Eduard Svoboda, blieb in ihren Dimensionen nahezu unverändert.
Während der Luftangriffe auf Brünn Ende des Zweiten Weltkriegs wurde das Theater weitgehend zerstört. Nach drei Bombentreffern am 20. November 1944 brach im Dekorationslager Feuer aus, es gab Explosionen und Plünderungen. Der Bau wurde während der letzten Kämpfe in Brünn weiter beschädigt und später abgetragen.

## Bedeutung
Das Theater war (Ur-)Aufführungsstätte herausragender tschechischer Theaterwerke und Opern, darunter Leoš Janáčeks Jenůfa (1904). Auch Jiří Mahen begann seine Theaterlaufbahn an diesem Haus.

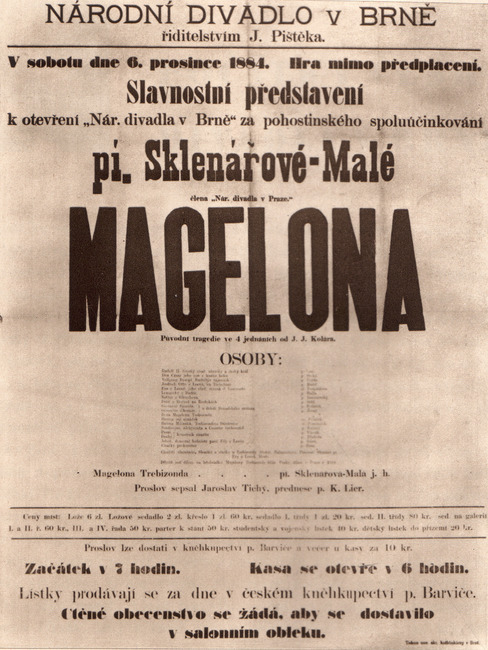
Magelona – Theaterzettel 1884
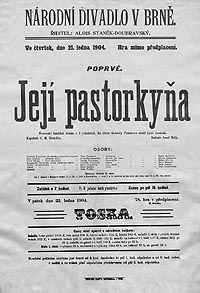
Jenůfa – Theaterzettel der Uraufführung 1904
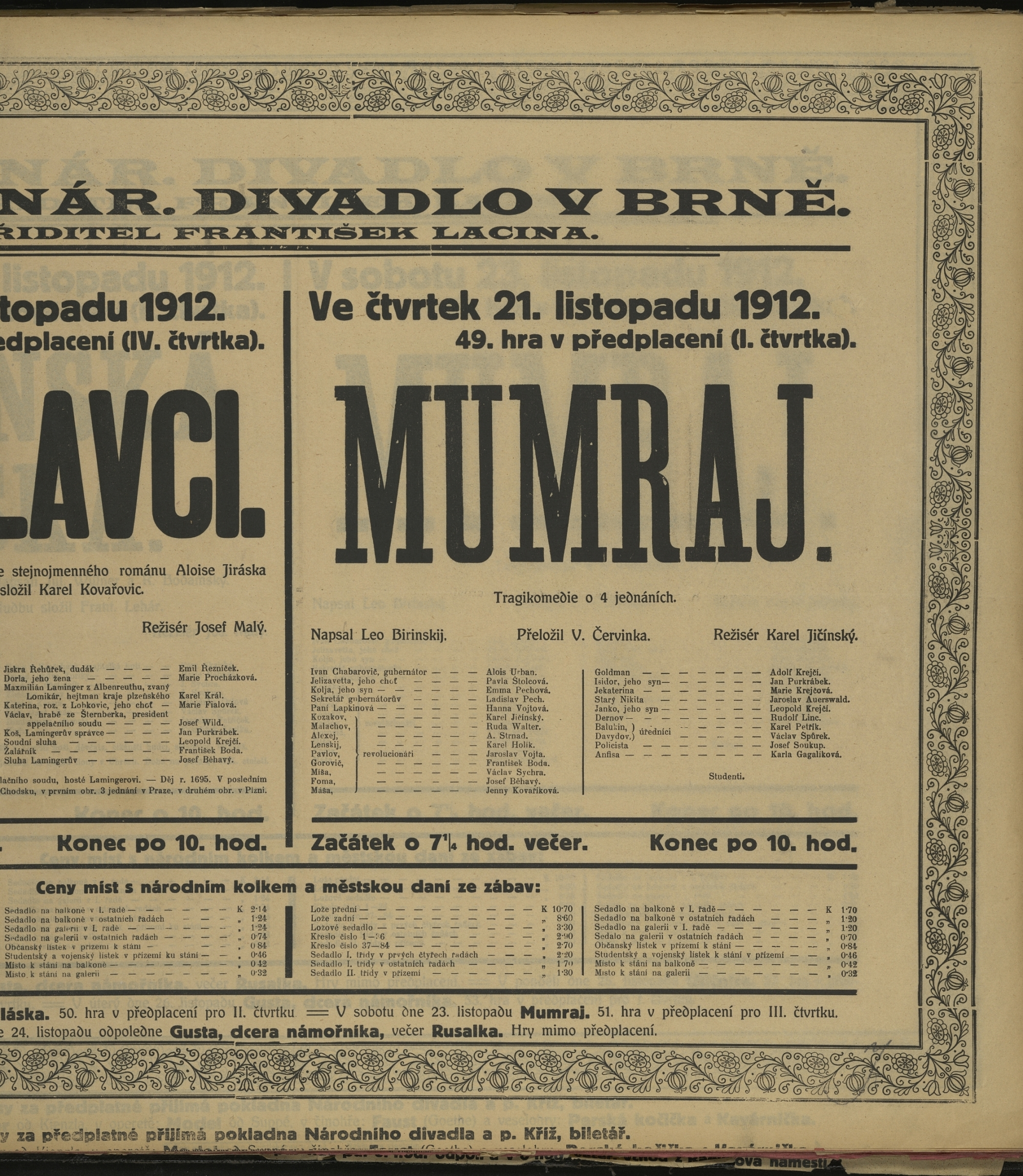
Mumraj – Theaterzettel 1912